# Keenen Ivory Wayans
Keenen Ivory Wayans est un acteur, réalisateur, scénariste et producteur américain, né le 8 juin 1958 à New York. Il est le frère de Marlon, Shawn, Damon et Kim Wayans.
L'un de ces films, Scary Movie (2000), réalisé par Wayans, a été le film le plus rentable réalisé par un Afro-Américain jusqu'à ce qu'il soit dépassé par Les Quatre fantastiques de Tim Story en 2005. De 1997 à 1998, il a animé le talk-show The Keenen Ivory Wayans Show. Plus récemment, il a été juge pour la huitième saison de Last Comic Standing.

## Biographie
Wayans est né à Harlem, New York, fils de Howell Stouten Wayans, directeur de supermarché, et de sa femme Elvira Alethia (Green), femme au foyer et assistante sociale. Il est le deuxième de dix enfants. L'émission de télévision généalogique Finding Your Roots a révélé que sa lignée paternelle remontait à Madagascar. Son père était un fervent témoin de Jéhovah,. La famille a ensuite déménagé dans les projets de logements de Fulton, à Manhattan, où il a principalement grandi. Il a fréquenté le lycée Seward Park pendant son adolescence et a fréquenté l'Université Tuskegee grâce à une bourse d'ingénierie. Il a diverti ses amis à l'université avec des histoires inventées sur la vie à New York. Un semestre avant l'obtention de son diplôme, il a abandonné l'école pour se concentrer sur la comédie.
Lors de sa première prestation au Improv à New York, Wayans rencontre Robert Townsend, qui l'aide à découvrir le monde de la comédie. Townsend et Wayans se rendent ensemble à Los Angeles lorsque Wayans s'installe à Los Angeles en 1980. Wayans y travaille comme acteur. Il tient régulièrement le rôle d'un soldat dans la série télévisée For Love and Honor et apparaît dans Hill Street Blues en tant que secondeur de la NFL.
Townsend a écrit, réalisé et joué dans le film Hollywood Shuffle; Wayans était co-star et co-scénariste. Le succès du film lui a permis de réunir l'argent nécessaire pour réaliser I'm Gonna Git You Sucka. Fox Broadcasting Company a approché Wayans pour lui proposer sa propre émission. Wayans voulait produire une émission de variétés similaire à Saturday Night Live , avec un casting de personnes de couleur qui prenaient des risques avec son contenu.
La 20th Century Fox a donné à Wayans beaucoup de liberté avec l'émission, bien que les dirigeants de la 20th Century Fox étaient un peu préoccupés par le contenu de l'émission avant ses débuts. Wayans a créé, écrit et joué dans l'émission In Living Color, une série télévisée de sketchs comiques diffusée à l'origine sur la chaîne télévisée de la Fox de 1990 à 1994.

## Filmographie
- Capitaine Furillo (série télévisée, acteur)
- Campus Show (série télévisée, acteur)
- 1983 : Star 80 de Bob Fosse
- 1988 : I'm Gonna Git You Sucka (en), film parodiques
- 1990 : Hammer, Slammer & Slade (TV, scénariste)
- 1990 : In Living Color (série télévisée, 1990-1994)
- 1994 : A Low Down Dirty Shame (Réalisateur, scénariste et acteur)
- 1996 : Spoof Movie (Don't Be a Menace to South Central While Drinking Your Juice in the Hood) : Le facteur
- 1996 : L'Ombre blanche (The Glimmer Man), avec Steven Seagal
- 1997 : Wanted recherché mort ou vif (Most Wanted) : le sergent James Anthony Dunn
- 2000 : Scary Movie (réalisateur)
- 2001 : Scary Movie 2 (réalisateur)
- 2001 : Ma famille d'abord (série télévisée) : Oncle Keny
- 2004 : FBI : Fausses blondes infiltrées (réalisateur)
- 2006 : Little man (réalisateur)
- 2009 : Dance Movie
- 2026 : Scary Movie 6 (réalisateur)